# 中村鴈治郎 (初代)
初代 中村 鴈治郎（なかむら がんじろう、安政7年3月6日（1860年3月27日） - 1935年（昭和10年）2月1日）は明治から大正、昭和初期に活躍した上方歌舞伎役者。屋号は成駒屋。定紋はイ菱。俳名に扇若・亀鶴、雅号に玩辞楼、浄瑠璃名に吉田玉太郎。本名は林 玉太郎（はやし たまたろう）。

## 来歴・人物
大坂新町の妓楼「扇屋」に生まれる。父は芝居役者の四代目嵐珏蔵（後の三代目中村翫雀）、母は扇屋の一人娘妙。出生直後、芝居を諦め切れない父は母子を残したまま江戸（現在の東京）に下る。文久3年（1863年）、四代目中村歌右衛門の位牌養子となり中村翫雀を襲名し、花形役者となる。一方その間に扇屋は没落。玉太郎も父同様に役者の道を志すようになる。
しかし生活は楽ではなく、箱入り娘として育った母とともに夜店を出したり、明治初年の頃には浄瑠璃の人形遣いの弟子にもなった。玉太郎という名は、この弟子時代の名を使い続けたとされている。
1874年（明治7年）、父と並び賞された名優初代實川延若の門弟となり、實川鴈二郎を名乗る。名は後に鴈次郎、鴈治郎と改めた。翌1875年（明治8年）、道頓堀筑後の芝居で初舞台。師延若や中村宗十郎に師事し、時には地方回りの辛酸を舐めるが、着実に力をつけて、1878年（明治11年）には翫雀の後嗣となって初代中村鴈治郎に改め、翌年には初めて座頭を務める。明治10年代（1877年 - 1886年）後半になると熱心に演劇改良運動に加わり、1886年（明治19年）には大阪演劇改良会を組織。名実ともに大阪随一の花形役者となる。雛人形のモデルとなったり、「城と御興とガンジロはん」の三大名物に数えられたり、「わたしはこのごろ出世して、大金持ちに成駒屋」と子供の戯れ唄にされたりするほど、その人気は大変なものだった。
鴈治郎の名跡は彼一代で大きくしたものだが、実は鴈治郎自身は「五代目」中村歌右衛門を襲名するつもりでいた。しかし東京の五代目中村芝翫が先に歌右衛門を継ぐ名乗りを上げ、「中村歌右衛門」の名跡を預かっていた十一代目片岡仁左衛門の判断で芝翫がこれを襲名することになった。
山田庄一は「鴈治郎の人気は、今では想像の出来ぬほど大したもので、一度、心斎橋を祖母や父と散歩中に、バッタリ出会って立ち話になりましたが、冬の事でマントを羽織り、帽子を被り、サングラスか何かをかけていたのにもかかわらず、少しの間に周囲に人垣が出来て、こちらの方が恥ずかしくなって、早々に退散した記憶があります」と述懐する。
私生活は質素で、大阪ミナミの中心部の小さな長屋に住んでいた。鴈治郎が東京の五代目中村歌右衛門の家に招かれたとき、自家用車付きの広大な屋敷に「大きな屋敷に住んでよる」と驚いた挿話がある。成駒屋の東西のトップが対照的な暮らしをしていたのである。焼き豆腐が好物で、俳優でありながら風呂嫌いだったという。
九代目市川團十郎にその才能を認められたことから、1890年（明治23年）、初めて東京の舞台（歌舞伎座と新富座）に上がるが些細な行き違いから五代目尾上菊五郎を怒らせて共演を拒絶された事もあった。
1903年（明治36年）には中座を太夫元を兼ねて務め、5ヶ月連続上演の大入りとなる。さらにこの前年の12月には白井松次郎を知り、その仕打ちで京都明治座を務め、以後、白井との関係を深め松竹の大阪進出に協力し数々の興行を成功させた。
また白井との提携により1906年(明治39年)に再び歌舞伎座に出演した他、1911年(明治44年)には帝国劇場や松竹が買収した新富座に出て、『河庄』の芸で東京人をうならせ、松竹創成期の伸張と東京への進出に大きく貢献することになった。
1934年（昭和9年）、大阪府芸術功労者として表彰される。同年12月3日、南座の顔見世で『鎌倉三代記・絹川村』の三浦之介を務めている最中に倒れて入院、翌1935年（昭和10年）2月1日に死去した。死去の号外が出るほどの大役者だった。作家の正岡容は、前年の室戸台風で倒壊した四天王寺五重塔と前年に死去した初代桂春團治とともに「春團治と鴈治郞と天王寺の塔と。大阪の三大名物、こゝに氓びたと私はおもつた」と記している。墓所は大阪市中央区の常国寺。
長男は二代目林又一郎、次男が二代目中村鴈治郎、その他に七女があり、六女・たみは長谷川一夫に、七女・芳子は四代目中村富十郎に嫁している。映像に関しては二代目林又一郎が葬儀や昭和時代の舞台を撮影した事が知られおり現物は長らく行方不明となっていたが令和5年(2023年)8月、16ミリフィルム51本が神田古書店街で発見された。

## 評価・芸風

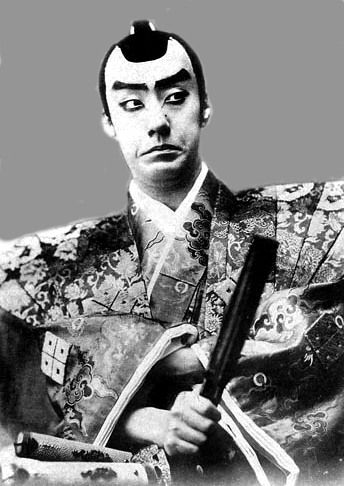
『近江源氏先陣館』（盛綱陣屋）の佐々木盛綱

師匠の延若と尊敬する中村宗十郎や九代目市川團十郎の芸をそれぞれ吸収し、上方役者らしい華やかで柔らかみのある芸風で知られた。ただし残されているレコードではかなりのだみ声である。門人の中村鴈之助が「力ある声でした……なにしろ中座の三階に居って、声が聞こえてくるのは師匠だけでした」と述懐しているように、外見と違って力強さがあった。口上などで「ついでながら、この厄介なる鴈治郎めもよろしくごひいきのほどを」と愛敬ある目つきで述べると劇場がどよめき、舞台を共にする他の者が霞んでしまうほどだった。
鴈治郎の芸の特色の一つに色気のある眼が挙げられる。特に和事になるとその眼遣いが最大の武器になった。志賀直哉が鴈治郎の目について「無邪気で愛嬌がある。いくら偉そうな眼つきをしてみても、その色は隠されない」といい、和事役に適していても忠臣蔵の由良助では違和感があったと評している。当然、ライバルや後輩にも意識され、鴈治郎が没した時に二代目延若が「あの眼、形見に欲しおますわ。」とつぶやいたほどであった。この目遣いは息子の二代目鴈治郎や養子の長谷川一夫に継承された。

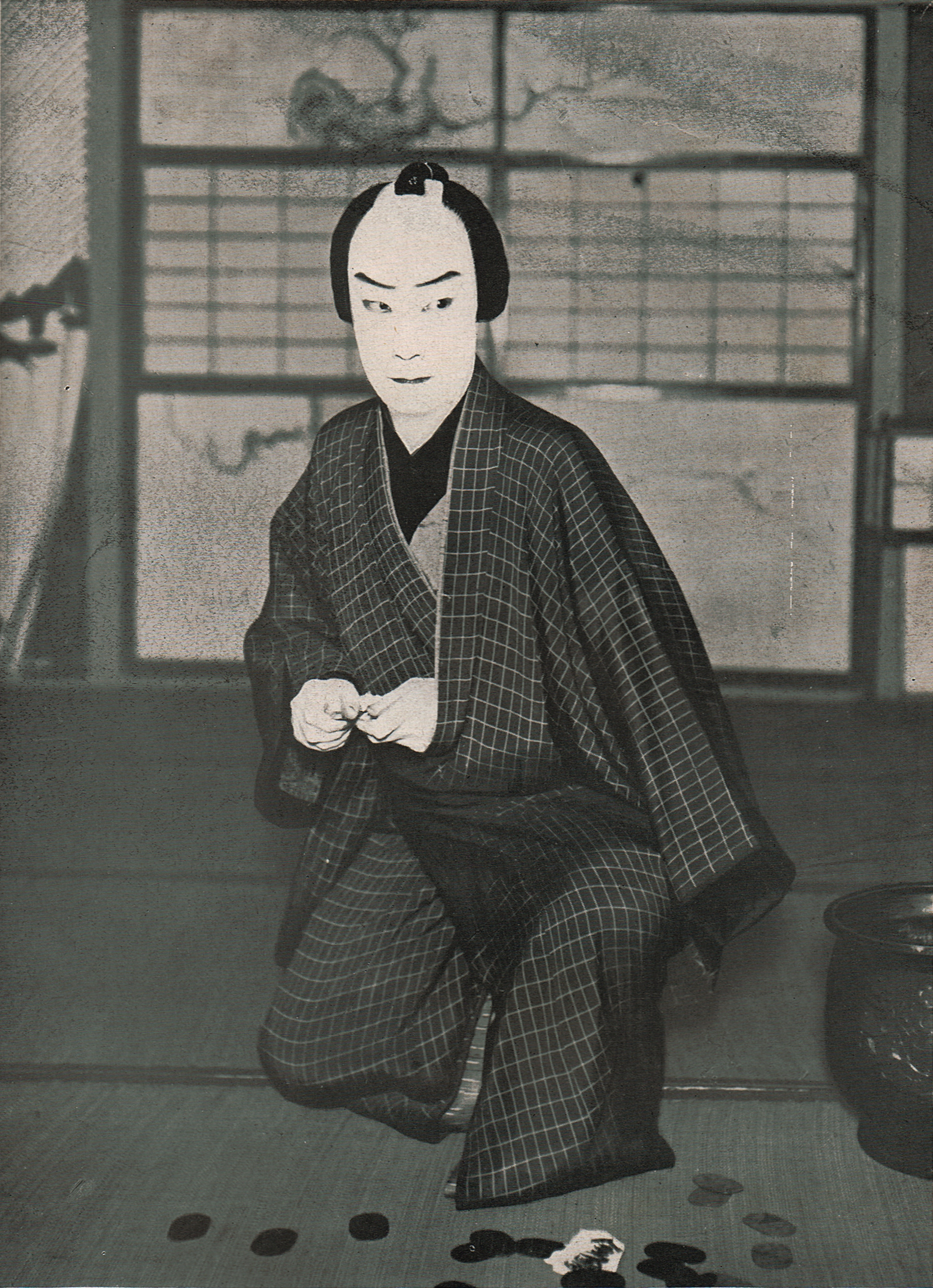
『恋飛脚大和往来･封印切』の亀屋忠兵衛

また絶えず役柄の研究を怠らず、時として『助六』や『伽羅先代萩』の政岡などの仁に会わない役に挑戦して失敗したり、芸が過剰に陥って「しつこすぎる」と非難されたりする欠点はあったものの、サービス精神旺盛で、観客をどう喜ばせるか絶えず創意工夫し、いったん舞台に出たら揚幕に引っ込むまで形を崩さなかった。その熱心なさまは、『傾城反魂香』で、鴈治郎の又平に女房で相方を務めた三代目中村梅玉は「（鴈治郎が）身も心も、その人になったつもりで、カーッとなって芝居をしているため、その又平をねじふせるのに大変な力が要る。いつもヘトヘトになった」と述懐。その他にも、政岡を務めた時などは凄みを見せ付けるあまり女形であることを忘れて地声で科白を廻して、舞台を共にした弟子の中村魁車から「親方、男になってまっせ」と注意されたという逸話などが残されている。
同じ役柄でも毎日同じ型では務めなかった。どうやったらいいか絶えず工夫し、舞台でもほとんど即興で科白や型を変えてしまう。だが、梅玉、魁車、延若、中車など相方を務めることの多い役者はその都度、臨機応変に合わせていた。それでも馴れない役者が時折合わせられなくなると、鴈治郎は「大根!」と大声で怒鳴りつけて周囲を当惑させた。
酒が飲めない鴈治郎だったが、渡辺霞亭作『椀久末松山』で主人公の久兵衛の酒乱を演じることになった。困った鴈治郎は酒好きの役者を自宅に招き、散々に飲ませた。果して泥酔のあまり家の中をひっくり返すが、鴈治郎一言も言わず冷静に観察し、そのさまをそのまま舞台で再現して喝采を浴びた。
このように、芸に対する積極的な姿勢は晩年も続いたが、舞台でトンボを切る（宙返りをする）と言い出して周囲を慌てさせ、関係者から強い説得を受けてようやく撤回したこともあった。
最後の舞台でも、病気で体力が弱っているのにもかかわらず「アホか!鴈治郎ともあろう者が軽い鎧来て出られるか」と、あえて重い鎧で三浦之介を務めた。暇さえあれば、他の俳優の舞台や当時新しかった映画を進んで見に行くなど研究熱心で、ドイツの俳優エミール・ヤニングスの演技に感心し、その映画の翻案物をやったこともある。得意の『時雨の炬燵』を務めたときは「……いつも同じ事を御覧に居れては相済まんことで、何か変わった手を……と考えてますが、かう極まった狂言は、どうも手の入れようがおまへん」とこぼしている。二代目實川延若は、舞台稽古のとき、鴈治郎が自分はもとより相手の台詞まですべて暗記し、「河内屋、あんさんの科白違ごてるで」とわざわざ注意してくれたことに感心している。よく相方を務めた七代目市川中車は、鴈治郎は毎日やり方が違うが、その度に良くなっており、手を抜かずに工夫する姿勢に感心したという。偉大な業績の陰には、常日頃から怠らない修練があった。

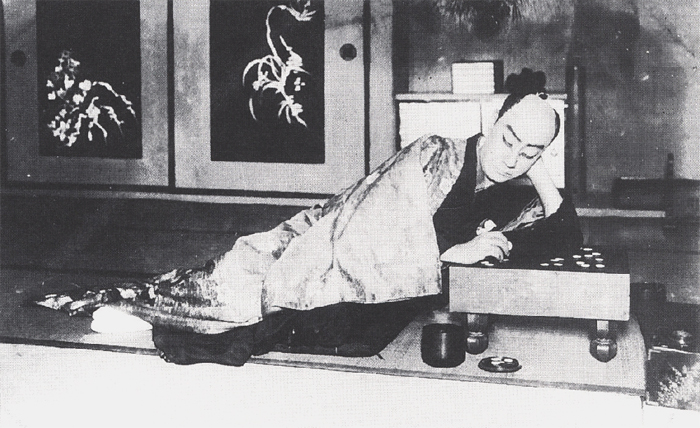
『碁盤太平記』の大星由良助

四六時中芝居の事ばかり考えていたので、趣味もなかった。一般常識や世事に疎く、洋行の話が出たとき、世界地図を広げて大阪からロンドンまでの距離を定規で測り「とても遠くて行けん」と言ったり、「イギリスとロンドンはどっちが遠いんや」と真顔で尋ねたり、大阪市内の天下茶屋に話が及んだ時「あこ、まだ行燈やろ」と答えたり、息子たちが遊郭に行くと聞くや、自身もカンカン帽に派手なネクタイ姿で「ほな行こか。」と誘いにきて驚かせるなど、様々な逸話に欠かなかったが、それが、無邪気でいかにも鴈治郎らしいと人々から思われた。
私生活では周囲に気を配り、来客には笑顔で「これおいしあすで。」と到来物を御馳走するなどの愛嬌を振りまいて人望を集めたが、若い頃は負けず嫌いの癖のある性格だった。東京へ初めて出る際、自分の場所に「新駒」と張り紙をされているのに激怒し「大阪もんや思て馬鹿にすな!」と関係者に怒鳴り込んだ。このときは九代目團十郎のとりなしで収まったが、その團十郎も「あいつは立派な金魚だ。見てくれはいいんだが食えねえやつだ」とあくの強さに呆れたという。十一代目片岡仁左衛門ともよく衝突し、1896年(明治29年)11月浪花座で、『忠臣蔵仮名手本忠臣蔵』を共演した際に些細な事から舞台上で喧嘩となり、以降共演が無くなり1923年(大正12年)11月に和解して再び共演するまで27年の月日を要した。気骨もあり『藤十郎の恋』が上演された際には、不義を内容とすることから官憲から即上演禁止の命令が出されたが、それでも「わてが牢屋に入ったらええねやろ」と頑として応じようとしなかった。
白塗りの二枚目、和事、特に近松ものを中心としたつっころばしで人気が高かったが、一方で新作ものや上方独自の芝居、丸本歌舞伎も得意とし、当り役は多かった。晩年に当り役を撰じで「玩辞楼十二曲」と定めた。ほかの当り役は、『伊賀越道中双六』（沼津）の呉服屋十兵衛、『一谷嫩軍記』「熊谷陣屋」の熊谷直実、『絵本太功記』「尼ケ崎」の武智十次郎、『菅原伝授手習鑑』「道明寺」の菅丞相、「寺子屋」の武部源蔵、『仮名手本忠臣蔵「六段目」の早野勘平、「三段目」と「七段目」の大星由良助、『梶原平三誉石切』（石切梶原）の梶原平三、『南総里見八犬伝』の犬山道節、『近江源氏先陣館』「盛綱陣屋」の佐々木盛綱、『義経千本桜』「すし屋」のいがみの権太、『楼門五三桐』「山門」の真柴久吉などがある。

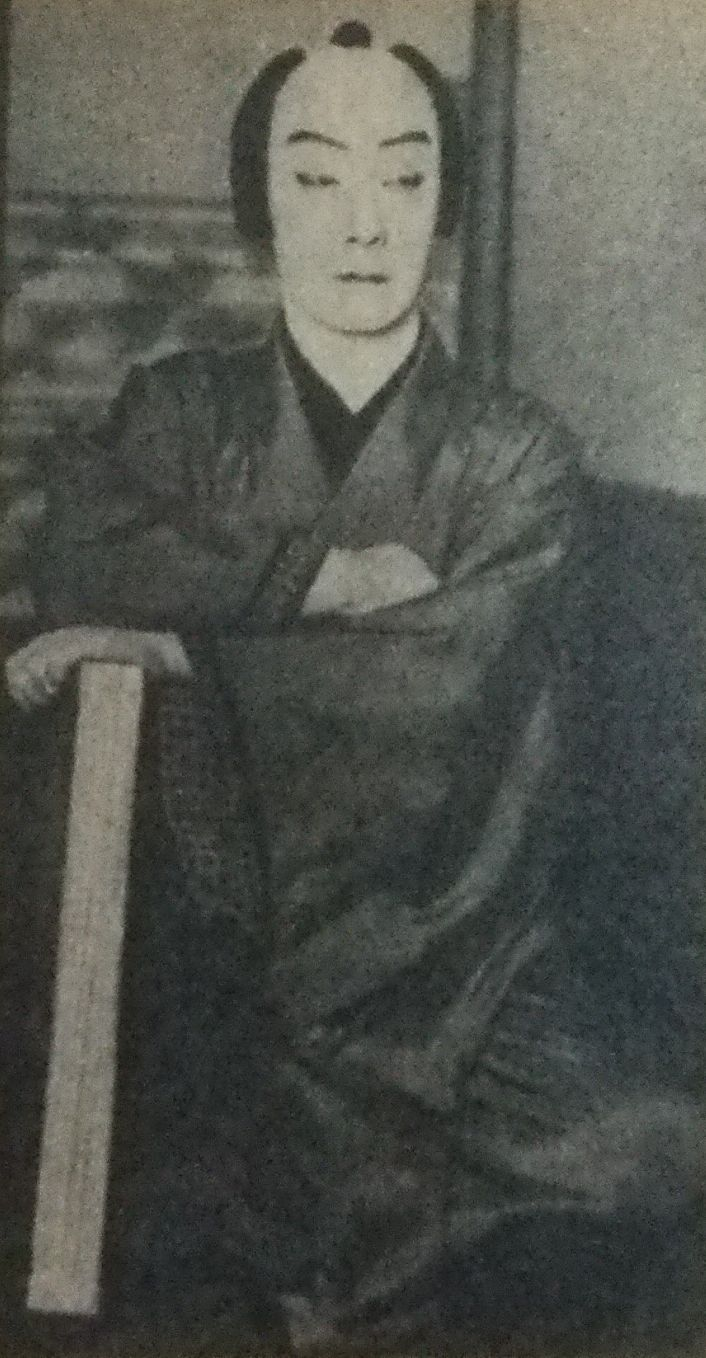
『心中天網島・河庄』の紙屋治兵衛（1935年）

金光教の非常に熱心な信者で、一門をあげて信仰した。

## 中村鴈治郎を演じた俳優
- 中村扇雀：『道頓堀』（読売テレビ）